# Bellavilliers
Bellavilliers ist eine französische Gemeinde mit 135 Einwohnern (Stand: 1. Januar 2022) im Département Orne in der Region Normandie. Sie gehört zum Arrondissement Mortagne-au-Perche und zum Kanton Mortagne-au-Perche. 

## Lage
Die Gemeinde Bellavilliers liegt in der historischen Grafschaft Le Perche und im Regionalen Naturpark Perche, 30 Kilometer östlich von Alençon. Nachbargemeinden von Bellavilliers sind Le Pin-la-Garenne im Nordosten, Belforêt-en-Perche im Osten, Le Gué-de-la-Chaîne im Südosten, La Perrière im Südwesten sowie Saint-Jouin-de-Blavou im Nordwesten.

## Bevölkerungsentwicklung
| Jahr                       | 1962 | 1968 | 1975 | 1982 | 1990 | 1999 | 2006 | 2013 | 2021 |
| -------------------------- | ---- | ---- | ---- | ---- | ---- | ---- | ---- | ---- | ---- |
| Einwohner                  | 292  | 263  | 216  | 173  | 170  | 173  | 165  | 147  | 127  |
| Quellen: Cassini und INSEE |      |      |      |      |      |      |      |      |      |

## Sehenswürdigkeiten

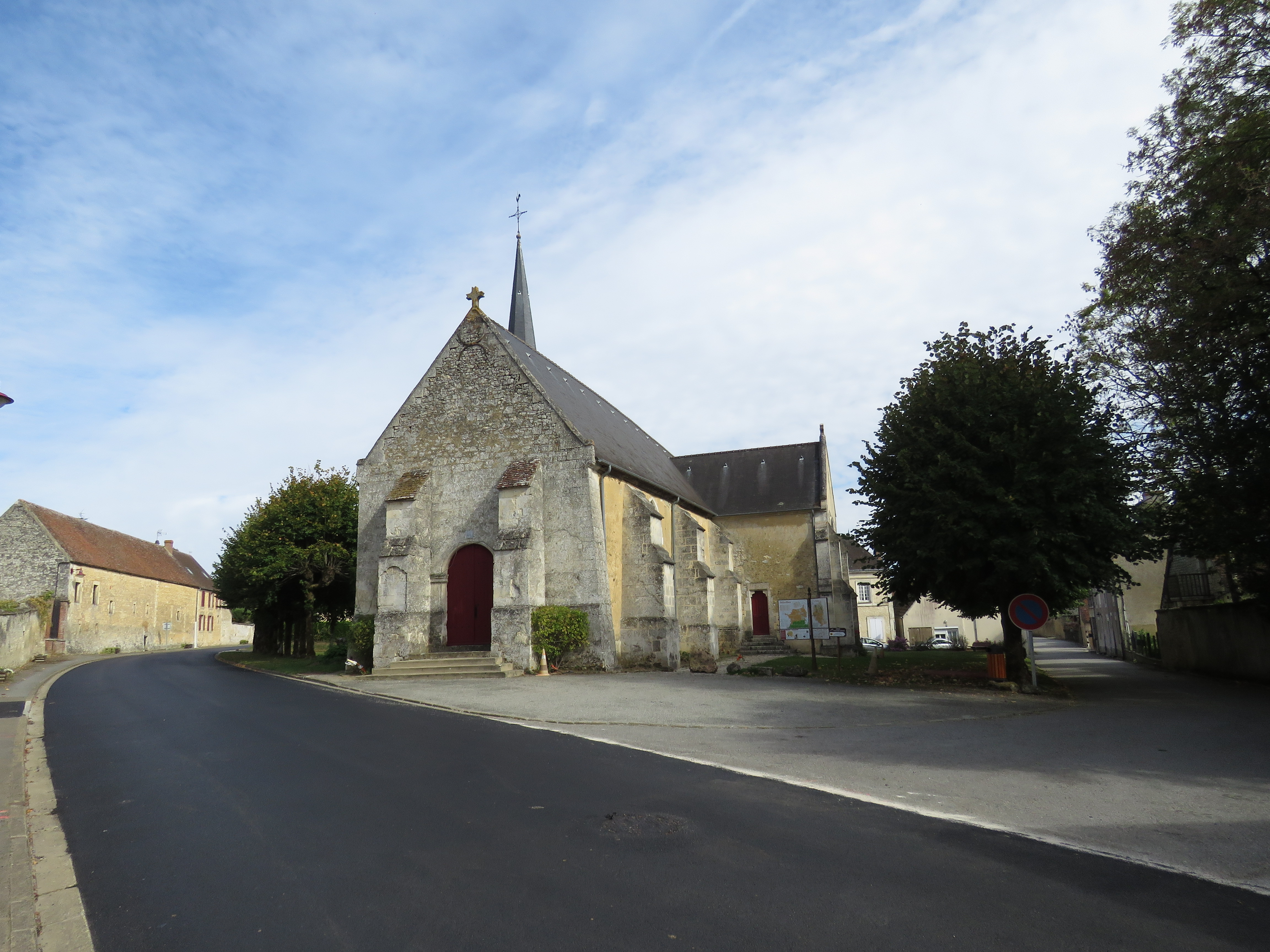
Kirche Notre-Dame
- Schloss Bellavilliers
- Wasserturm

- Kirche Notre-Dame